# Station Biecz
Station Biecz is een spoorwegstation in de Poolse plaats Biecz.